# Liste der Baudenkmäler in Erlangen/H
Diese Liste ist eine Teilliste der Liste der Baudenkmäler in Erlangen. Grundlage der Liste ist die Bayerische Denkmalliste, die auf Basis des bayerischen Denkmalschutzgesetzes vom 1. Oktober 1973 erstmals erstellt wurde und seither durch das Bayerische Landesamt für Denkmalpflege geführt und aktualisiert wird. Die folgenden Angaben ersetzen nicht die rechtsverbindliche Auskunft der Denkmalschutzbehörde.
Dieser Teil der Liste beschreibt die denkmalgeschützten Objekte an folgenden Straßen:
- Haagstraße
- Halbmondstraße
- Harfenstraße
- Hartmannstraße
- Hauptstraße
- Haydnstraße
- Helmstraße
- Henkestraße
- Heuwaagstraße
- Hilpertstraße
- Hindenburgstraße
- Hofmannstraße
- Hugenottenplatz
- Humboldtstraße

## Haagstraße
| Lage                    | Objekt    | Beschreibung                      | Akten-Nr.               | Bild      |
| ----------------------- | --------- | --------------------------------- | ----------------------- | --------- |
| Haagstraße 1 (Standort) | Mietshaus | Neurenaissance/Neubarock, um 1900 | D-5-62-000-227 Wikidata | Mietshaus |
| Haagstraße 5 (Standort) | Mietshaus | Neubarock, 1907                   | D-5-62-000-228 Wikidata | Mietshaus |
| Haagstraße 7 (Standort) | Mietshaus | Neubarock, um 1907                | D-5-62-000-229 Wikidata | Mietshaus |

## Halbmondstraße
| Lage                        | Objekt           | Beschreibung                                                                                       | Akten-Nr.               | Bild             |
| --------------------------- | ---------------- | -------------------------------------------------------------------------------------------------- | ----------------------- | ---------------- |
| Halbmondstraße 4 (Standort) | Gasthaus Oppelei | Dreigeschossiger Traufseitbau, Sandsteinquader, 1724, drittes Geschoss später                      | D-5-62-000-231 Wikidata | Gasthaus Oppelei |
| Halbmondstraße 5 (Standort) | Besoldsches Haus | Sandsteinquaderbau, dreigeschossig, 1733; zum Besoldschen Haus gehörig (vgl. Hauptstraße 26)       | D-5-62-000-232 Wikidata | weitere Bilder   |
| Halbmondstraße 7 (Standort) | Bürgerhaus       | Dreigeschossiger Traufseitbau, 1688, Obergeschosse Fachwerk verputzt                               | D-5-62-000-233 Wikidata | Bürgerhaus       |
| Halbmondstraße 9 (Standort) | Wohnhaus         | Hintergebäude von Hauptstraße 28, zweigeschossiger Traufseitbau, Erdgeschoss Sandsteinquader, 1688 | D-5-62-000-234 Wikidata | Wohnhaus         |

## Harfenstraße
| Lage                       | Objekt                                | Beschreibung | Akten-Nr.               | Bild                                  |
| -------------------------- | ------------------------------------- | --- | ----------------------- | ------------------------------------- |
| Harfenstraße 1 (Standort)  | Bürgerhaus                            | Zweigeschossiger Traufseitbau, 1765/69                                                                                       | D-5-62-000-236 Wikidata | Bürgerhaus                            |
| Harfenstraße 2 (Standort)  | Bürgerhaus                            | Zweigeschossiger Traufseitbau, 1763, mit Mansarddach des 19. Jahrhunderts                                                    | D-5-62-000-238 Wikidata | Bürgerhaus                            |
| Harfenstraße 3 (Standort)  | Bürgerhaus                            | Zweigeschossiger Traufseitbau, 1765/69                                                                                       | D-5-62-000-239          | Bürgerhaus                            |
| Harfenstraße 4 (Standort)  | Bürgerhaus                            | Zweigeschossiger Traufseitbau, 1763                                                                                          | D-5-62-000-240 Wikidata | Bürgerhaus                            |
| Harfenstraße 5 (Standort)  | Bürgerhaus                            | Zweigeschossiger Traufseitbau, Sandsteinquader, Ende 18. Jahrhundert                                                         | D-5-62-000-241 Wikidata | Bürgerhaus                            |
| Harfenstraße 7 (Standort)  | Bürgerhaus                            | Zweigeschossiger Traufseitbau, 1799, Aufstockung mit Mansarddach 1886                                                        | D-5-62-000-242 Wikidata | Bürgerhaus                            |
| Harfenstraße 8 (Standort)  | Bürgerhaus                            | Zweigeschossiger Traufseitbau, Sandsteinquader, 1798                                                                         | D-5-62-000-243 Wikidata | Bürgerhaus                            |
| Harfenstraße 9 (Standort)  | Bürgerhaus                            | Zweigeschossiger Traufseitbau, Ende 18. Jahrhundert, mit Mansarddach                                                         | D-5-62-000-244 Wikidata | Bürgerhaus                            |
| Harfenstraße 12 (Standort) | Bürgerhaus                            | Zweigeschossiger Traufseitbau, 1800                                                                                          | D-5-62-000-245 Wikidata | Bürgerhaus                            |
| Harfenstraße 13 (Standort) | Ehemaliges Examinatorhaus             | Erdgeschossig, weit vorgezogenes Walmdach, 18. Jahrhundert, 1843 hierher verlegt Reste der Polizeimauer des 18. Jahrhunderts | D-5-62-000-246 Wikidata | Ehemaliges Examinatorhaus             |
| Harfenstraße 14 (Standort) | Bürgerhaus                            | Zweigeschossiger Traufseitbau, Sandsteinquader, 1799                                                                         | D-5-62-000-247 Wikidata | Bürgerhaus                            |
| Harfenstraße 16 (Standort) | Ehemaliges altes Altstädter Pfarrhaus | Zweigeschossiger Eckbau, traufseitig, Anfang 19. Jahrhundert                                                                 | D-5-62-000-248 Wikidata | Ehemaliges altes Altstädter Pfarrhaus |
| Harfenstraße 17 (Standort) | Bürgerhaus                            | Zweigeschossiger Traufseitbau, 1878                                                                                          | D-5-62-000-249 Wikidata | Bürgerhaus                            |

## Hartmannstraße
| Lage                         | Objekt                                                                           | Beschreibung | Akten-Nr.               | Bild           |
| ---------------------------- | -------------------------------------------------------------------------------- | --- | ----------------------- | -------------- |
| Hartmannstraße 14 (Standort) | Ehemaliges Königlich Bayerisches Garnisonslazarett, heute Dermatologische Klinik | Zweigeschossige Lazarettgebäude, 1893–98 Nördliche Einfriedungsmauer 1907 Zugehörige eingeschossige Nebengebäude, um 1900 | D-5-62-000-929 Wikidata | weitere Bilder |

## Hauptstraße
| Lage                          | Objekt                                                      | Beschreibung | Akten-Nr.                | Bild                             |
| ----------------------------- | ----------------------------------------------------------- | --- | ------------------------ | -------------------------------- |
| Hauptstraße 3 (Standort)      | Bürgerhaus                                                  | Zweigeschossiger Traufseitbau, Zwerchhaus, 1706 | D-5-62-000-252 Wikidata  | Bürgerhaus                       |
| Hauptstraße 4 (Standort)      | Bürgerhaus                                                  | Zweigeschossiger Traufseitbau, Zwerchhaus, 1706 | D-5-62-000-253 Wikidata  | weitere Bilder                   |
| Hauptstraße 5 (Standort)      | Bürgerhaus                                                  | Zweigeschossiger Traufseitbau, Zwerchhaus, 1706 | D-5-62-000-254           | Bürgerhaus                       |
| Hauptstraße 6 (Standort)      | Bürgerhaus                                                  | Zweigeschossiger Traufseitbau, Zwerchhaus, 1706 | D-5-62-000-255           | Bürgerhaus                       |
| Hauptstraße 7 (Standort)      | Großsches Haus, ehemaliges Adelspalais der Groß von Trockau | Vornehmer zweigeschossiger Sandsteinquaderbau, Satteldach, 1705 | D-5-62-000-256 Wikidata  | weitere Bilder                   |
| Hauptstraße 8 (Standort)      | Bürgerhaus                                                  | Zweigeschossiger Traufseitbau, Zwerchhaus, 1706 | D-5-62-000-257           | Bürgerhaus                       |
| Hauptstraße 9 (Standort)      | Bürgerhaus                                                  | Zweigeschossiger Traufseitbau, Zwerchhaus, 1706 | D-5-62-000-258           | Bürgerhaus                       |
| Hauptstraße 11 (Standort)     | Bürgerhaus                                                  | Zweigeschossiger Eckbau, Zwerchhaus, um 1705 | D-5-62-000-259 Wikidata  | Bürgerhaus                       |
| Hauptstraße 13 (Standort)     | Bürgerhaus                                                  | Eckhaus, erbaut durch Groß von Trockau, dreigeschossiger Walmdachbau, Sandsteinquader, 1705/06; Stuckdecken um 1720/40 Balkon, 19. Jahrhundert | D-5-62-000-260 Wikidata  | weitere Bilder                   |
| Hauptstraße 15 (Standort)     | Bürgerhaus                                                  | Zweigeschossiger Traufseitbau, Zwerchhaus, um 1701/02 | D-5-62-000-261 Wikidata  | Bürgerhaus                       |
| Hauptstraße 18 (Standort)     | Ehemalige Ritterakademie mit Sophienkirche                  | 1700/01, durch Groß von Trockau errichtet, die Kirche als Sandsteinquader-Eckhaus, zweigeschossig mit Walmdach gestaltet, Turm unvollendet; die restlich erhaltene Bausubstanz als Fassaden (gegen Hauptstraße, Friedrichstraße und Neustädter Kirchenplatz) an Kaufhaus-Neubau um 1960 vorgeblendet            | D-5-62-000-262 Wikidata  | weitere Bilder                   |
| Hauptstraße 21 (Standort)     | Bürgerhaus                                                  | Dreigeschossiger Eckbau mit Walmdach und übergiebelten Dachfenstern, 1686/88, als Richthaus von besonderer städtebaulicher Bedeutung | D-5-62-000-263 Wikidata  | weitere Bilder                   |
| Hauptstraße 22 (Standort)     | Wohn- und Geschäftshaus                                     | Zweigeschossiger Traufseitbau, Mitte 19. Jahrhundert | D-5-62-000-264 Wikidata  | Wohn- und Geschäftshaus          |
| Hauptstraße 23 (Standort)     | Bürgerhaus                                                  | Dreigeschossiger Traufseitbau, 1687/88, drittes Geschoss 1866; zwei Obergeschossräume mit Stuckdecken, um 1700, Rokoko-Portal um 1770, hölzerner Erker von 1866 | D-5-62-000-265 Wikidata  | weitere Bilder                   |
| Hauptstraße 24 (Standort)     |                                                             | Schmiedeeiserner Ausleger, noch 18. Jahrhundert, barocke Treppe, 18. Jahrhundert | D-5-62-000-266 Wikidata  |                                  |
| Hauptstraße 26 (Standort)     | Besoldsches Haus                                            | Dreigeschossiger Sandsteinbau mit reich gestalteter Fassade und Mansarddach, 1733 errichtet, durch moderne Veränderungen gestört; mit Ausstattung und Treppengeländer bezeichnet „1746“; Innenhof jetzt überbaut; das Haus bildet mit Halbmondstraße 5 eine Einheit                                             | D-5-62-000-267 Wikidata  | weitere Bilder                   |
| Hauptstraße 28 (Standort)     | Bürgerhaus                                                  | Zweigeschossiger Traufseitbau, stark verändert, Zwerchhaus, 1688 | D-5-62-000-268 Wikidata  | Bürgerhaus                       |
| Hauptstraße 32 (Standort)     | Bürgerhaus                                                  | Dreigeschossiger Traufseitbau mit Kniestock und Pilastergliederung, innen bezeichnet „1752“, Aufstockung der Fassade 1880, im Inneren erneuert, Gewölbekeller, wohl spätes 17. Jahrhundert | D-5-62-000-269 Wikidata  | weitere Bilder                   |
| Hauptstraße 33 (Standort)     | Bürgerhaus                                                  | Dreigeschossiger Eckbau mit Walmdach und Zwerchhäusern, 1687, als Richthaus von besonderer städtebaulicher Bedeutung und dem gegenüberliegenden Richthaus Schloßplatz 7 entsprechend; Deckenstuck im ersten Obergeschoss, Treppenläufe mit gedrehten Balustern Zugehörig ist das Eckhaus an der Dreikönigstraße | D-5-62-000-270 Wikidata  | weitere Bilder                   |
| Hauptstraße 37 (Standort)     | Bürgerhaus                                                  | Zweigeschossiger Traufseitbau, Fachwerk verputzt, erstes Drittel 18. Jahrhundert | D-5-62-000-1162 Wikidata | Bürgerhaus                       |
| Hauptstraße 40 a (Standort)   | Seckendorfsches Palais                                      | Ehemaliges Adelspalais von Seckendorf, zweiflügeliger Eckbau, zweigeschossig, 1687 | D-5-62-000-272 Wikidata  | weitere Bilder                   |
| Hauptstraße 42, 44 (Standort) | Bürgerhaus                                                  | Zweigeschossiger Traufseitbau, Doppelhaus, Zwerchgiebel, 1705; weitgehend verändert | D-5-62-000-273 Wikidata  | weitere Bilder                   |
| Hauptstraße 45 (Standort)     | Bürgerhaus                                                  | Dreigeschossiger Eckbau, Zwerchhaus, 1687, als Richthaus von besonderer städtebaulicher Bedeutung | D-5-62-000-274 Wikidata  | Bürgerhaus                       |
| Hauptstraße 48 (Standort)     | Bürgerhaus                                                  | Zweigeschossiger Eckbau, Sandsteinquader, 1698, Obergeschoss im 19. Jahrhundert verändert | D-5-62-000-275 Wikidata  | weitere Bilder                   |
| Hauptstraße 52 (Standort)     | Bürgerhaus                                                  | Zweigeschossiger Traufseitbau, Sandsteinquader, Zwerchhaus, 1699 | D-5-62-000-276 Wikidata  | Bürgerhaus                       |
| Hauptstraße 53 (Standort)     | Bürgerhaus                                                  | Zweigeschossiger Eckbau, Erdgeschoss zur Kuttlerstraße Sandsteinquader, 1710 | D-5-62-000-277 Wikidata  | weitere Bilder                   |
| Hauptstraße 54 (Standort)     | Bürgerhaus                                                  | Zweigeschossiger Traufseitbau, Sandsteinquader, Zwerchhaus, 1699 | D-5-62-000-278           | Bürgerhaus                       |
| Hauptstraße 59 (Standort)     | Bürgerhaus                                                  | Dreigeschossiger Traufseitbau, 1701, übergiebeltes drittes Geschoss 1861 | D-5-62-000-280 Wikidata  | Bürgerhaus                       |
| Hauptstraße 60 (Standort)     | Bürgerhaus                                                  | Zweigeschossiger Traufseitbau, Zwerchhaus, 1699, im Hof Obergeschosslaubengang | D-5-62-000-281 Wikidata  | Bürgerhaus                       |
| Hauptstraße 61 (Standort)     | Adler-Apotheke                                              | Zweigeschossiger Traufseitbau, Sandsteinquader, 1697 | D-5-62-000-282 Wikidata  | Adler-Apotheke                   |
| Hauptstraße 65 (Standort)     | Bürgerhaus                                                  | Zweigeschossiger Traufseitbau, Sandsteinquader, 1696 | D-5-62-000-284 Wikidata  | weitere Bilder                   |
| Hauptstraße 66 (Standort)     | Bürgerhaus                                                  | Zweigeschossiger Traufseitbau, Sandsteinquader, Zwerchhaus, um 1708/09 | D-5-62-000-285 Wikidata  | weitere Bilder                   |
| Hauptstraße 67 (Standort)     | Bürgerhaus                                                  | Zweigeschossiger Traufseitbau, Zwerchhaus, 1696 | D-5-62-000-286 Wikidata  | Bürgerhaus                       |
| Hauptstraße 69 (Standort)     | Alte Torwacht                                               | Alte Torwacht, um 1710 | D-5-62-000-287 Wikidata  | Alte Torwacht                    |
| Hauptstraße 71 (Standort)     | Ehemalige Altstädter Fleischbank                            | Zweigeschossiger Traufseitbau, Sandsteinquader, 1736 | D-5-62-000-288 Wikidata  | Ehemalige Altstädter Fleischbank |
| Hauptstraße 72 (Standort)     | Bürgerhaus                                                  | Zweigeschossiger Mansarddachbau, Eckhaus, getünchte Sandsteinquader, 1789 | D-5-62-000-289 Wikidata  | weitere Bilder                   |
| Hauptstraße 73 (Standort)     | Bürgerhaus                                                  | Zweigeschossiger Walmdach-Eckbau, Sandsteinquader, um 1710/20 | D-5-62-000-290 Wikidata  | Bürgerhaus                       |
| Hauptstraße 81 (Standort)     | Bürgerhaus                                                  | Zweigeschossiger Traufseitbau, Sandsteinquader, um 1717/18 | D-5-62-000-293 Wikidata  | Bürgerhaus                       |
| Hauptstraße 84 (Standort)     | Bürgerhaus                                                  | Zweigeschossiger Traufseitbau, zum Teil Sandsteinquader, Zwerchhaus, 1731/32 | D-5-62-000-295           | Bürgerhaus                       |
| Hauptstraße 85 (Standort)     | Bürgerhaus                                                  | Zweigeschossiger Traufseitbau, 18. Jahrhundert | D-5-62-000-296 Wikidata  | Bürgerhaus                       |
| Hauptstraße 86 (Standort)     | Ehemaliges Gasthaus Weißes Lamm                             | Zweigeschossiger Traufseitbau, Sandsteinquader einseitig tief aus der Häuserflucht vorspringend, Aufzugserker, 1736 | D-5-62-000-297 Wikidata  | weitere Bilder                   |
| Hauptstraße 87 (Standort)     | Bürgerhaus                                                  | Zweigeschossiger Traufseitbau, 18. Jahrhundert | D-5-62-000-298           | Bürgerhaus                       |
| Hauptstraße 88 (Standort)     | Bürgerhaus                                                  | Zweigeschossiger Traufseitbau, Sandsteinquader, 1775 | D-5-62-000-299 Wikidata  | Bürgerhaus                       |
| Hauptstraße 89 (Standort)     | Bürgerhaus                                                  | Zweigeschossiger Eckbau, Zwerchhaus, 1718, Keller bezeichnet „1605“ | D-5-62-000-300 Wikidata  | weitere Bilder                   |
| Hauptstraße 90 (Standort)     | Bürgerhaus                                                  | Zweigeschossiger Eckbau, Erdgeschoss Sandsteinquader, 1787, Zwerchhaus um 1900 Flügelbau, Ende 19. Jahrhundert | D-5-62-000-301 Wikidata  | Bürgerhaus                       |
| Hauptstraße 91 (Standort)     | Bürgerhaus                                                  | Zweigeschossiger Walmdachbau, Sandsteinquader, Erdgeschoss 1811, Obergeschoss 1867 Rest der mittelalterlichen Stadtmauer überbaut | D-5-62-000-302 Wikidata  | weitere Bilder                   |
| Hauptstraße 100 (Standort)    | Ehemaliges Gasthaus Silberner Panzer                        | Zweigeschossiger Eckbau in zwei Flügeln, 1706 | D-5-62-000-303 Wikidata  | weitere Bilder                   |
| Hauptstraße 102 (Standort)    | Bürgerhaus                                                  | Zweigeschossiger Traufseitbau, Erdgeschoss Sandsteinquader, 1706/07 | D-5-62-000-304 Wikidata  | Bürgerhaus                       |
| Hauptstraße 103 (Standort)    | Gasthaus                                                    | Zweigeschossiger stattlicher Eckbau in zwei Flügeln, 1706 | D-5-62-000-305 Wikidata  | Gasthaus                         |
| Hauptstraße 104 (Standort)    | Bürgerhaus                                                  | Zweigeschossiger Traufseitbau, Erdgeschoss Sandsteinquader, 1706/07 | D-5-62-000-306           | Bürgerhaus                       |
| Hauptstraße 105 (Standort)    | Bürgerhaus                                                  | Zweigeschossiger Traufseitbau, Erdgeschoss Sandsteinquader, 1706/07 | D-5-62-000-307           | Bürgerhaus                       |
| Hauptstraße 106 (Standort)    | Bürgerhaus                                                  | Zweigeschossiger Bau des 18. Jahrhunderts, Korbbogenportal bezeichnet „1707“, Fassade um 1909 neugestaltet | D-5-62-000-308 Wikidata  | Bürgerhaus                       |
| Hauptstraße 107 (Standort)    | Korbbogentor                                                | Geohrt, 1707 | D-5-62-000-309 Wikidata  | weitere Bilder                   |
| Hauptstraße 109 (Standort)    | Portalgewände                                               | 1707 | D-5-62-000-310 Wikidata  | Portalgewände                    |
| Hauptstraße 110 (Standort)    | Bürgerhaus                                                  | Zweigeschossiger Eckbau, Erdgeschoss Sandsteinquader, 1707 | D-5-62-000-311 Wikidata  | Bürgerhaus                       |
| Hauptstraße 111 (Standort)    | Bürgerhaus                                                  | Zweigeschossiger Eckbau mit Walmdach, 1706/07 | D-5-62-000-312 Wikidata  | Bürgerhaus                       |
| Hauptstraße 113 (Standort)    | Bürgerhaus                                                  | Zweigeschossiger Eckbau mit Walmdach, 1706/10, umgebaut 1780/90 | D-5-62-000-313 Wikidata  | Bürgerhaus                       |
| Hauptstraße 114 (Standort)    | Bäcker-Hauszeichen                                          | 1707 | D-5-62-000-314 Wikidata  | Bäcker-Hauszeichen               |
| Hauptstraße 115 (Standort)    | Kleinhaus                                                   | Um 1650 | D-5-62-000-315 Wikidata  | Kleinhaus                        |
| Hauptstraße 116 (Standort)    | Bürgerhaus                                                  | Zweigeschossiger Traufseitbau, Sandsteinquader, 1710 | D-5-62-000-316 Wikidata  | Bürgerhaus                       |

## Haydnstraße
| Lage                                                                         | Objekt           | Beschreibung | Akten-Nr.               | Bild             |
| ---------------------------------------------------------------------------- | ---------------- | --- | ----------------------- | ---------------- |
| Haydnstraße 1, 3, 5, 7, 9, 11, 13, 15, 17 19, 21, Schenkstraße 72 (Standort) | Reihenhausgruppe | Langgezogen, mit eingezogenem Mittelteil, 1921 für die Baugenossenschaft Erlangen E.G.m.b.H. von den Architekten Wolfgang Steidel & Heinrich Gehring errichtet | D-5-62-000-945 Wikidata | Reihenhausgruppe |

## Helmstraße
| Lage                    | Objekt     | Beschreibung                                                                                        | Akten-Nr.               | Bild       |
| ----------------------- | ---------- | --------------------------------------------------------------------------------------------------- | ----------------------- | ---------- |
| Helmstraße 1 (Standort) | Bürgerhaus | Zweiflügeliger Eckbau mit Walmdach, Sandsteinquader, 1699, im späteren 19. Jahrhundert verändert    | D-5-62-000-318 Wikidata | Bürgerhaus |
| Helmstraße 2 (Standort) | Bürgerhaus | Seltenes Beispiel eines Giebelhauses im Erlanger Stadtbild, zweigeschossig, Anbau traufseitig, 1701 | D-5-62-000-319 Wikidata | BW         |
| Helmstraße 6 (Standort) | Bürgerhaus | Dreigeschossiger Traufseitbau, 1706, drittes Geschoss 1854                                          | D-5-62-000-320 Wikidata | Bürgerhaus |

## Henkestraße
| Lage                              | Objekt                                                                       | Beschreibung | Akten-Nr.               | Bild                                                                         |
| --------------------------------- | ---------------------------------------------------------------------------- | --- | ----------------------- | ---------------------------------------------------------------------------- |
| Henkestraße 8 (Standort)          | Mietshaus                                                                    | Viergeschossig, repräsentativer Bau in barockisierendem Jugendstil, 1911 von Wolfgang Steidel und Heinrich Gehring                    | D-5-62-000-322 Wikidata | Mietshaus                                                                    |
| Henkestraße 9 (Standort)          | Mietshaus                                                                    | Viergeschossig, neubarock, 1912 von Christian Böhmer                                                                                  | D-5-62-000-323 Wikidata | Mietshaus                                                                    |
| Henkestraße 11 (Standort)         | Ehemaliges Landesuntersuchungsamt für das Gesundheitswesen, Institutsgebäude | In Art eines barocken Palais, mit Mansarddach, errichtet 1912                                                                         | D-5-62-000-324 Wikidata | Ehemaliges Landesuntersuchungsamt für das Gesundheitswesen, Institutsgebäude |
| Henkestraße 12 (Standort)         | Mietshaus                                                                    | Viergeschossig, in barockisierendem Jugendstil, 1912 von Wolfgang Steidel und Heinrich Gehring                                        | D-5-62-000-325 Wikidata | Mietshaus                                                                    |
| Henkestraße 14 (Standort)         | Mietshaus                                                                    | Viergeschossig, in barockisierendem Jugendstil, 1910                                                                                  | D-5-62-000-326 Wikidata | Mietshaus                                                                    |
| Henkestraße 16, 18, 20 (Standort) | Städtische Kleinwohnanlage                                                   | viergeschossiger, verputzter Satteldachbau mit Gesimsgliederung und Zwerchhaus mit Giebelaufsatz, expressionistisch, 1928; in Ecklage | D-5-62-000-1482         | BW                                                                           |
| Henkestraße 28 (Standort)         | Ehemaliges Colosseum (auch Kolosseum)                                        | Viergeschossige Anlage in Neurenaissance, Restauration, Theatersaal und Wohnetagen, 1894 von Casimir Böhner                           | D-5-62-000-327 Wikidata | Ehemaliges Colosseum (auch Kolosseum)                                        |
| Henkestraße 30, 32 (Standort)     | Mietshäuser                                                                  | Dreigeschossige und je vierachsige Doppelhausanlage mit steilem Mansarddach, neubarock, 1894/95 von Casimir Böhner                    | D-5-62-000-990 Wikidata | Mietshäuser                                                                  |
| Henkestraße 54 (Standort)         | Mietshaus                                                                    | Dreigeschossig, mit Jugendstilfassade, 1910                                                                                           | D-5-62-000-328 Wikidata | Mietshaus                                                                    |

## Heuwaagstraße
| Lage                            | Objekt                                          | Beschreibung | Akten-Nr.               | Bild                                            |
| ------------------------------- | ----------------------------------------------- | --- | ----------------------- | ----------------------------------------------- |
| Heuwaagstraße 1 (Standort)      | Wohn- und Geschäftshaus                         | Zweigeschossiger Eckbau, 18./frühes 19. Jahrhundert | D-5-62-000-330 Wikidata | Wohn- und Geschäftshaus                         |
| Heuwaagstraße 5 (Standort)      | Bürgerhaus                                      | Zweigeschossiger Traufseitbau, 1687 | D-5-62-000-331 Wikidata | Bürgerhaus                                      |
| Heuwaagstraße 6 (Standort)      | Wohn- und Geschäftshaus                         | Zweigeschossiger Traufseitbau, im barockisierenden Jugendstil, um 1905                                                                                              | D-5-62-000-332 Wikidata | Wohn- und Geschäftshaus                         |
| Heuwaagstraße 7 (Standort)      | Ehemalige Stadtwaage                            | Zweigeschossiger Traufseitbau, Erdgeschoss Sandsteinquader, 1704, erneuert                                                                                          | D-5-62-000-333 Wikidata | Ehemalige Stadtwaage                            |
| Heuwaagstraße 9 (Standort)      | Bürgerhaus (ehemaliges Gasthaus Goldenes Fäßla) | Zweigeschossiger Traufseitbau, Erdgeschoss Sandsteinquader, 1704 | D-5-62-000-334 Wikidata | Bürgerhaus (ehemaliges Gasthaus Goldenes Fäßla) |
| Heuwaagstraße 10, 12 (Standort) | Bürgerhaus                                      | Zweigeschossiger Traufseitbau, als Mittelakzenthaus, das aus der Häuserflucht vortritt, von besonderer städtebaulicher Bedeutung; Aufzugserker, Schleppgauben; 1689 | D-5-62-000-335 Wikidata | Bürgerhaus                                      |
| Heuwaagstraße 11 (Standort)     | Bürgerhaus                                      | Zweigeschossiger Eckbau in zwei Flügeln, 1707 | D-5-62-000-336 Wikidata | Bürgerhaus                                      |
| Heuwaagstraße 14 (Standort)     | Bürgerhaus                                      | Zweigeschossiger Traufseitbau, Schleppgauben, 1689 | D-5-62-000-337 Wikidata | Bürgerhaus                                      |
| Heuwaagstraße 16 (Standort)     | Bürgerhaus                                      | Zweigeschossiger Traufseitbau, 1689 | D-5-62-000-338 Wikidata | Bürgerhaus                                      |
| Heuwaagstraße 20 (Standort)     | Bürgerhaus Richtersches Eck                     | Zweigeschossiger Traufseitbau, 1689 | D-5-62-000-339 Wikidata | weitere Bilder                                  |

## Hilpertstraße
| Lage                            | Objekt     | Beschreibung                                                      | Akten-Nr.               | Bild       |
| ------------------------------- | ---------- | ----------------------------------------------------------------- | ----------------------- | ---------- |
| Hilpertstraße 11, 13 (Standort) | Doppelhaus | Expressionistisch beeinflusste Architekturformen, bezeichnet 1924 | D-5-62-000-341 Wikidata | Doppelhaus |

## Hindenburgstraße
| Lage                               | Objekt                                   | Beschreibung | Akten-Nr.                | Bild                    |
| ---------------------------------- | ---------------------------------------- | --- | ------------------------ | ----------------------- |
| Hindenburgstraße ()                | Kriegerdenkmal, sogenanntes Jägerdenkmal | für das 6. königlich bayerische Jägerbataillon, Figur eines Soldaten in Uniform von 1870, auf Postament über getrepptem Sockel, Entwurf Raimund Liebhaber (München), Ausführung von Johann Baptist Mantel, vollendet von Heinrich Mantel, bezeichnet mit "1912" | D-5-62-000-1320          |                         |
| Hindenburgstraße 2 (Standort)      | Wohn- und Geschäftshaus                  | Dreigeschossiger, verputzter Traufseitbau mit historischer Ladenfront aus Gusseisen, in Formen der Neorenaissance, um 1870/80 | D-5-62-000-342 Wikidata  | Wohn- und Geschäftshaus |
| Hindenburgstraße 4 (Standort)      | Wohn- und Gasthaus                       | Dreigeschossiger, verputzter Satteldachbau, in Formen der Neurenaissance, um 1870/80 | D-5-62-000-343 Wikidata  | Wohn- und Gasthaus      |
| Hindenburgstraße 4 a (Standort)    | Wohn- und Geschäftshaus                  | Dreigeschossiger, verputzter Satteldachbau mit südlich vorspringendem Flügel mit Walmdach, historistisch, um 1860/70 Einfriedung, gleichzeitig | D-5-62-000-344 Wikidata  | weitere Bilder          |
| Hindenburgstraße 6 (Standort)      | Wohnhaus                                 | Zweigeschossiger, verputzter Traufseitbau mit Satteldach, historistisch, um 1860/70 Mit Einfriedung, gleichzeitig | D-5-62-000-345 Wikidata  | weitere Bilder          |
| Hindenburgstraße 9 (Standort)      | Wohnhaus                                 | Erdgeschossiger, verputzter Sandsteinquaderbau mit Satteldach und Putzquaderung, im Kern wohl erste Hälfte 19. Jahrhundert, Umbau von Christian Böhmer, 1906 | D-5-62-000-946 Wikidata  | Wohnhaus                |
| Hindenburgstraße 14 (Standort)     | Mietshaus                                | Dreigeschossiger, verputzter Walmdachbau in Ecklage, mit abgeschrägtem Eck, in Formen der Neorenaissance, 1890 | D-5-62-000-346 Wikidata  | Mietshaus               |
| Hindenburgstraße 24 (Standort)     | Wohnhaus                                 | Dreigeschossiger, verputzter Satteldachbau mit Zwerchhaus, um 1850/60 | D-5-62-000-347 Wikidata  | Wohnhaus                |
| Hindenburgstraße 30, 32 (Standort) | Wohnhaus                                 | Villenartiger, zweigeschossiger Backsteinbau mit Walmdach und Hausteingliederung, in Formen der Neorenaissance, um 1885 Mit Einfriedung, gleichzeitig | D-5-62-000-348 Wikidata  | Wohnhaus                |
| Hindenburgstraße 34 (Standort)     | Wohnhaus                                 | Villenartiger, zweigeschossiger Walmdachbau, nördlich mit Zwerchhausrisalit, in Formen der Neorenaissance, bezeichnet „1887“ | D-5-62-000-349 Wikidata  | Wohnhaus                |
| Hindenburgstraße 38 (Standort)     | Villa                                    | Zweigeschossiger, verputzter Massivbau mit gekapptem Walmdach, Zwerchhausrisalit und Turm, historistisch, von Christian Böhmer, 1885/86, Gartenfront 1896 Mit zugehörigem Garten Einfriedung, gleichzeitig                                                      | D-5-62-000-1027 Wikidata | Villa                   |
| Hindenburgstraße 44, 46 (Standort) | Doppelwohnhaus                           | Zweigeschossiger, verputzter Satteldachbau mit Zwerchhäusern mit Schweifgiebeln und Chörlein, in Formen des Neu-Nürnberger-Stiles, um 1900 | D-5-62-000-948 Wikidata  | Doppelwohnhaus          |
| Hindenburgstraße 47, 49 (Standort) | Doppelhaus                               | Zweigeschossiger, verputzter Massivbau mit gekapptem Walmdach, Zwerchhäusern mit Zierfachwerk und Standerkern, um 1900 Mit Einfriedung, gleichzeitig | D-5-62-000-350 Wikidata  | Doppelhaus              |
| Hindenburgstraße 52 (Standort)     | Villa                                    | Erdgeschossiger Walmdachbau über hohem Sockelgeschoss, mit halbrunden Erker und Zwerchhaus, neusachlich beeinflusst, bezeichnet „1926“ | D-5-62-000-351 Wikidata  | Villa                   |

## Hofmannstraße
| Lage                            | Objekt                              | Beschreibung                                                                                                | Akten-Nr.                | Bild           |
| ------------------------------- | ----------------------------------- | --- | ------------------------ | -------------- |
| Hofmannstraße 21 (Standort)     | Mietshaus                           | In Ecklage, barockisierende Fassade mit Putzgliederung und Risaliten, 1901 nach Plänen von Christian Böhmer | D-5-62-000-1007 Wikidata | weitere Bilder |
| Hofmannstraße 24 (Standort)     | Katholische Pfarrkirche St. Bonifaz | Backsteinbau, mit angeschlossenem Pfarrhaus, errichtet 1927 von Fritz Fuchsenberger; mit Ausstattung        | D-5-62-000-352 Wikidata  | weitere Bilder |
| Hofmannstraße 71, 73 (Standort) | Doppelhaus                          | Zweigeschossiger Walmdachbau mit Erker und Balkon, 1927 von A. Bischoff                                     | D-5-62-000-947 Wikidata  | Doppelhaus     |

## Hugenottenplatz
| Lage                         | Objekt                              | Beschreibung | Akten-Nr.               | Bild           |
| ---------------------------- | ----------------------------------- | --- | ----------------------- | -------------- |
| Hugenottenplatz 1 (Standort) | Ehemaliges Postamt                  | Repräsentativer Neubarockbau, 1896/97 nach Plänen der Obersten Baubehörde | D-5-62-000-353 Wikidata | weitere Bilder |
| Hugenottenplatz 2 (Standort) | Evangelisch-reformierte Pfarrkirche | Querhaus-Saalkirche, 1686 bis 1693 errichtet, wohl von Johann Moritz Richter, Turm 1732/36; mit Ausstattung; der Bau bildet mit dem ehemaligen Schulhaus und Pfarrhaus der französisch-reformierten Gemeinde einschließlich der Garten- bzw. Kirchhofmauern an der Calvin- und Richard-Wagner-Straße (siehe Bahnhofplatz 2 und 3) eine bauliche Einheit | D-5-62-000-354 Wikidata | weitere Bilder |

## Humboldtstraße
| Lage                         | Objekt                        | Beschreibung                                                                                         | Akten-Nr.               | Bild           |
| ---------------------------- | ----------------------------- | --- | ----------------------- | -------------- |
| Humboldtstraße 16 (Standort) | Bäuerliches Anwesen, Wohnhaus | Zweigeschossig, Sandsteinquaderbau, mit Stall und Scheunenanbau, erste Hälfte/Mitte 19. Jahrhundert. | D-5-62-000-937 Wikidata | weitere Bilder |

## Ehemalige Baudenkmäler
In diesem Abschnitt sind Objekte aufgeführt, die früher einmal in der Denkmalliste eingetragen waren, jetzt aber nicht mehr. Objekte, die in anderem Zusammenhang also z. B. als Teil eines Baudenkmals weiter eingetragen sind, sollen hier nicht aufgeführt werden. Aktennummern in diesem Abschnitt sind ehemalige, jetzt nicht mehr gültige Aktennummern.

| Lage                      | Objekt                       | Beschreibung | Akten-Nr.               | Bild           |
| ------------------------- | ---------------------------- | --- | ----------------------- | -------------- |
| Hauptstraße 55 (Standort) | Ehemalige Henninger-Reifbräu | Stattlicher Eckbau, zweigeschossig, 1699 Und ehemaliges Bürgerhaus, zweigeschossiger Traufseitbau, Zwerchhaus, 1692 | D-5-62-000-279 Wikidata | weitere Bilder |
| Hauptstraße 63 (Standort) | Bürgerhaus                   | Zweigeschossiger Traufseitbau, Sandsteinquader, 1697                                                                | D-5-62-000-283 Wikidata | weitere Bilder |
| Hauptstraße 74 (Standort) | Portalgewände                | Geohrt, Anfang 18. Jahrhundert                                                                                      | D-5-62-000-291 Wikidata | weitere Bilder |

## Abgegangene Baudenkmäler
In diesem Abschnitt sind Objekte aufgeführt, die früher einmal in der Denkmalliste eingetragen waren, jetzt aber nicht mehr existieren, z. B. weil sie abgebrochen wurden. Aktennummern in diesem Abschnitt sind ehemalige, jetzt nicht mehr gültige Aktennummern.

| Lage                          | Objekt                                     | Beschreibung | Akten-Nr.               | Bild                                       |
| ----------------------------- | ------------------------------------------ | ------------ | ----------------------- | ------------------------------------------ |
| Hauptstraße 80, 82 (Standort) | Portalgewände und zwei Fenstereinfassungen | Geohrt, 1745 | D-5-62-000-292 Wikidata | Portalgewände und zwei Fenstereinfassungen |